# Museum Gösta Werner och Havet

Museum Gösta Werner och havet är ett svenskt konstnärsmuseum i Simrishamn.
Museet visar Gösta Werners måleri. Drivkraft bakom skapandet av museet var Gösta Werners vän Rune Skarvik, vilken bildade Sällskapet Gösta Werners vänner och var museets förste intendent. Museet, som drivs av Stiftelsen Gösta Werners vänner, ligger på Strandvägen 5 i Simrishamn.